# Blanzac (Charente)
Blanzac era una comuna francesa que estaba situada en el departamento de Charente, de la región de Nueva Aquitania, que en 1972 se fusionó con la comuna de Porcheresse, formando la comuna de Blanzac-Porcheresse.

## Demografía
| Gráfica de evolución demográfica de Blanzac entre 1800 y 1968 |
|                                                               |

Los datos demográficos contemplados en este gráfico se han cogido de la página francesa EHESS/Cassini.